# ヒギエア (小惑星)
ヒギエア (10 Hygiea) は、火星と木星の間の小惑星帯（メインベルト）にある、将来的に準惑星に分類される可能性がある大型の小惑星。
1849年4月12日にイタリアの天文学者アンニーバレ・デ・ガスパリスよって発見され、ギリシア神話に登場する医神アスクレーピオスの娘で健康の女神、ヒュギエイアにちなんで名づけられた。

## 特徴
ヒギエアは、メインベルトの天体の中ではケレス、パラス、ベスタに次ぎ4番目の大きさである。しかし、メインベルトの外側の領域に位置する上に反射率が低いため、大きさの割には見かけの等級が暗い。そのこともあって発見はかなり遅れた。
ヒギエアはヒギエア族に属している。代表的なC型小惑星であり、炭素物質を多く含んでいるため反射率は非常に低く、黒っぽい表面をしている。ハッブル宇宙望遠鏡の観測により、ヒギエアは球形に近い外観をしていることが確認された。